# The Quantum Enigma
Albums de Epica
Retrospect
(2013) The Holographic Principle
(2016)
Singles
1. The Essence of Silence
Sortie : 15 mars 2014
2. Unchain Utopia
Sortie : 4 avril 2014

The Quantum Enigma est le sixième album studio du groupe néerlandais de metal symphonique Epica, publié le 2 mai 2014 sur le label Nuclear Blast.

## Liste des titres
Toute la musique est composée par Epica sauf si mention contraire.
| No  | Titre                                          | Paroles       | Musique                                        | Durée |
| --- | ---------------------------------------------- | ------------- | ---------------------------------------------- | ----- |
| 1.  | Originem                                       | Mark Jansen   | Bob Katsionis et Epica                         | 2:11  |
| 2.  | The Second Stone                               | Simone Simons |                                                | 5:00  |
| 3.  | The Essence of Silence                         | Jansen        |                                                | 4:47  |
| 4.  | Victims of Contingency                         | Jansen        | Epica, Jack Driessen et Frank Schiphorst       | 3:31  |
| 5.  | Sense Without Sanity (The Impervious Code)     | Jansen        |                                                | 7:42  |
| 6.  | Unchain Utopia                                 | Simons        |                                                | 4:45  |
| 7.  | The Fifth Guardian (Interlude)                 |               | Isaac Delahaye, Coen Janssen et Miro Rodenberg | 3:04  |
| 8.  | Chemical Insomnia                              | Simons        |                                                | 5:12  |
| 9.  | Reverence (Living in the Heart)                | Jansen        |                                                | 5:02  |
| 10. | Omen (The Ghoulish Malady)                     | Jansen        |                                                | 5:28  |
| 11. | Canvas of Life                                 | Simons        |                                                | 5:28  |
| 12. | Natural Corruption                             | Simons        |                                                | 5:24  |
| 13. | The Quantum Enigma (Kingdom of Heaven Part II) | Jansen        |                                                | 11:53 |

## Composition du groupe
- Simone Simons : chant
- Mark Jansen : guitare, chœurs, screaming
- Isaac Delahaye : guitare
- Coen Janssen : claviers, piano, synthétiseur
- Rob van der Loo : basse
- Ariën van Weesenbeek : batterie, spoken word, screaming